# ريتش سيفرسون
ريتش سيفرسون (بالإنجليزية: Rich Severson)‏ هو لاعب كرة قاعدة أمريكي، ولد في 18 يناير 1945 في أرتيسيا في الولايات المتحدة، وتوفي في يناير 2016 في أوماها في الولايات المتحدة.

## وصلات خارجية
- ريتش سيفرسون على موقعبيزبول رفرنس.كوم (الدوري الرئيسي) (الإنجليزية)